# 관광레저로
관광레저로(Gwangwang leisure-ro)는 전라남도 해남군 문내면 학동리 진도대교와 영암군 삼호읍 용앙리 호등 교차로를 잇는 전라남도의 도로이다.

## 연혁
- 2009년 7월 3일 : 2개 이상 시·군에 걸쳐 있는 광역도로로 관광레저로를 고시[1]
- 2013년 10월 4일 : 영암군 삼호읍 삼포리 3.8km 구간 임시 개통[2]
- 2014년 1월 10일 : 화원 ~ 삼포간 도로(해남군 화원면 영호리 구지 교차로 ~ 영암군 삼호읍 삼포리 삼호 교차로) 12.0km 구간 개통[3]

## 주요 경유지
전라남도
- 해남군 (문내면 · 화원면 · 산이면) - 영암군 삼호읍

## 노선
| 이름                    | 접속 노선                                               | 소재지                          | 소재지                        | 비고                                                                 |
| 진도대로와 직결         | 진도대로와 직결                                         | 진도대로와 직결                 | 진도대로와 직결               | 진도대로와 직결                                                      |
| ----------------------- | ------------------------------------------------------- | ------------------------------- | ----------------------------- | -------------------------------------------------------------------- |
| 진도대교                |                                                         | 해남군                          | 문내면                        | 국도 제18호선 구간 지방도 제803호선 구간                             |
| 우수영관광지입구 교차로 | 안골길                                                  | 해남군                          | 문내면                        | 국도 제18호선 구간 지방도 제803호선 구간                             |
| (우수영충전소)          | 명량로                                                  | 해남군                          | 문내면                        | 국도 제18호선 구간 지방도 제803호선 구간                             |
| 충무교 우수영교         |                                                         | 해남군                          | 문내면                        | 국도 제18호선 구간 지방도 제803호선 구간                             |
| 우수영 교차로           | 국도 제18호선 국도 제77호선 지방도 제803호선 (공룡대로) | 해남군                          | 문내면                        | 국도 제18호선 구간 지방도 제803호선 구간                             |
| 우수영 교차로           | 국도 제18호선 국도 제77호선 지방도 제803호선 (공룡대로) | 해남군                          | 문내면                        | 국도 제77호선 구간                                                   |
| 석교 교차로             | 문내화원로                                              | 해남군                          | 문내면                        |                                                                      |
| 난대 교차로             | 난대길                                                  | 해남군                          | 문내면                        |                                                                      |
| 외암 교차로             | 외암길                                                  | 해남군                          | 문내면                        |                                                                      |
| 공영 교차로 (무고교)    | 공영길                                                  | 해남군                          | 문내면                        |                                                                      |
| 장춘 교차로             | 개초길 일성길                                           | 해남군                          | 화원면                        |                                                                      |
| 이목 교차로             | 벗등길                                                  | 해남군                          | 화원면                        |                                                                      |
| 성산 교차로             | 관광로 문내화원로 신덕호길                              | 해남군                          | 화원면                        |                                                                      |
| 청룡교                  |                                                         | 해남군                          | 화원면                        |                                                                      |
| 영호 교차로             | 청용길                                                  | 해남군                          | 화원면                        |                                                                      |
| 구지 교차로             | 국도 제77호선 (관광로)                                  | 해남군                          | 화원면                        |                                                                      |
| 구지 교차로             | 국도 제77호선 (관광로)                                  | 해남군                          | 화원면                        | 국가지원지방도 제49호선 구간                                         |
| 영호2교                 |                                                         | 해남군                          | 화원면                        |                                                                      |
| 별암 교차로             | 산단로                                                  | 해남군                          | 화원면                        |                                                                      |
| 금호방조제 금호갑문     |                                                         | 해남군                          | 화원면                        |                                                                      |
| 산이면                  |                                                         | 해남군                          |                               |                                                                      |
| 금호1 교차로            | 산두길                                                  | 해남군                          |                               |                                                                      |
| 금호2 교차로            | 금호길                                                  | 해남군                          |                               |                                                                      |
| 달도갑문                |                                                         | 해남군                          |                               |                                                                      |
| 달도 교차로             | 산이로                                                  | 해남군                          |                               |                                                                      |
| 산이교                  |                                                         | 해남군                          |                               |                                                                      |
| 광장 교차로 (해남광장)  |                                                         | 해남군                          |                               |                                                                      |
| 영암방조제              |                                                         | 해남군                          |                               |                                                                      |
| 영암군                  | 삼호읍                                                  |                                 |                               |                                                                      |
| 영암군                  | 삼호읍                                                  | 산단 교차로                     | 대불로                        | 국가지원지방도 제49호선 구간 삼호 방면 진입 불가 진도 방면 진출 불가 |
| 영암군                  | 삼호읍                                                  | 삼포대교 영암1교                |                               | 국가지원지방도 제49호선 구간                                         |
| 영암군                  | 삼호읍                                                  | 영암 교차로                     | 황도로                        | 국가지원지방도 제49호선 구간                                         |
| 영암군                  | 삼호읍                                                  | 삼포2교 삼포3교 삼포4교 삼포5교 |                               | 국가지원지방도 제49호선 구간                                         |
| 영암군                  | 삼호읍                                                  | 삼포 교차로 (삼포고가차도)      | 지방도 제806호선 (에프원로)   | 국가지원지방도 제49호선 구간 지방도 제806호선 구간                   |
| 영암군                  | 삼호읍                                                  | 난대 교차로                     | 난전로                        | 국가지원지방도 제49호선 구간 지방도 제806호선 구간                   |
| 영암군                  | 삼호읍                                                  | 대불 교차로                     | 대불산단로                    | 국가지원지방도 제49호선 구간 지방도 제806호선 구간                   |
| 영암군                  | 삼호읍                                                  | 용앙 교차로                     | 지방도 제806호선 (삼호중앙로) | 국가지원지방도 제49호선 구간 지방도 제806호선 구간                   |
| 영암군                  | 삼호읍                                                  | 저두 교차로                     | 저두길                        | 국가지원지방도 제49호선 구간                                         |
| 영암군                  | 삼호읍                                                  | (이름 없음)                     | 대불주거로                    | 국가지원지방도 제49호선 구간                                         |
| 영암군                  | 삼호읍                                                  | 용두 교차로                     | 용앙용두길                    | 국가지원지방도 제49호선 구간                                         |
| 영암군                  | 삼호읍                                                  | 호등 교차로                     | 녹색로                        | 국가지원지방도 제49호선 구간                                         |

## 주요 건물 및 시설
- 우수영국민관광지 (전라남도 해남군 문내면 관광레저로 12)
- 우수영유스호스텔 (전라남도 해남군 문내면 관광레저로 12-36)
- DHSC대한조선기술교육원 (전라남도 해남군 화원면 관광레저로 1100)
- 한국농어촌공사 금호방조제 (전라남도 해남군 산이면 관광레저로 1615)
- 해남광장 (전라남도 해남군 산이면 관광레저로 2118)